# AK-74
AK-74 (prescurtarea denumirii în limba rusă a Автомат Калашникова образца 1974 года, cu sensul de Automat Kalașnikov model 1974) este o armă de asalt care folosește cartușe de 5,45x39mm creată în anii 1970 ca o îmbunătățire a AKM care folosește cartușe de 7,62x39mm.
Arma a fost introdusă în serviciu și folosită efectiv în 1979 în Războiul Afgano-Sovietic. Șeful biroului afgan al Serviciilor de Informații pakistaneze a susținut că CIA a plătit 5.000 de dolari pentru primul AK-74 capturat de mujahedinii afgani în timpul Războiului Afgano-Sovietic. În prezent arma este folosită în marea majoritate a statelor care formau fosta URSS.
S-au fabricat variante ale armei în Bulgaria (AK-74 și AKS-74U), Germania de Est (MPi-AK-74N, MPi-AKS-74N, MPi-AKS-74NK) și România  (PA Md. 1986). Alături de fostele republici sovietice și țări din Europa de Est mai folosesc AK-74 Mongolia, forțele speciale din Coreea de Nord, și infanteria navală a Armatei  Vietnameze.

## Detalii de proiectare
AK-74 este o adaptare al armei de asalt AKM cu cartuș 7,62mm la calibrul 5,45mm și câteva îmbunătățiri.
Rezultatul îmbunătățirilor a fost o armă mult mai precisă și fiabilă decât AKM.
Interschimbabilitatea pieselor între AK-74 și AKM este în jur de 50% (arcuri, șuruburi).

## Elemente constructive noi

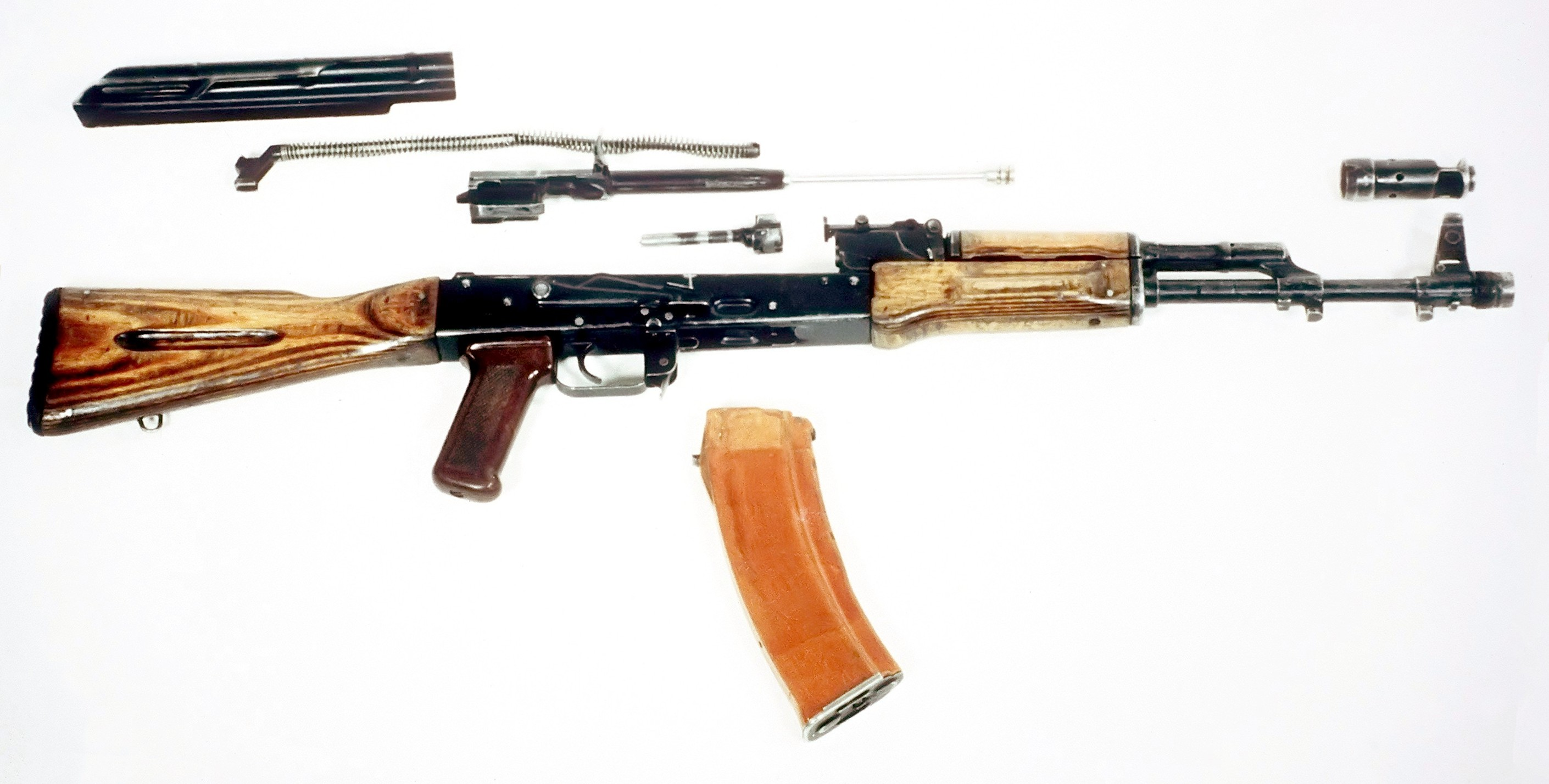
AK-74 demontat

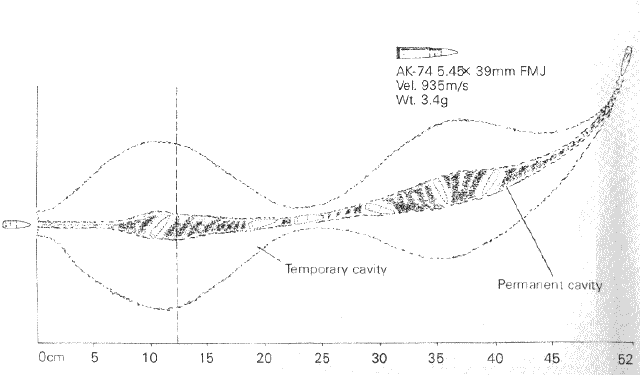
Balistica unui glonț de 5.45x39mm de la un AK-74 prin rană, cu cavități temporare și permanente pe care le produce în deplasare.

Pușca de asalt a primit o țeavă nouă cu patru ghinturi, cu o rotire spre dreapta de 200 mm. Baza cătării și blocul de acționare cu gaz au fost reproiectate. Mihail Kalașnikov, proiectantul armei, a fost împotriva trecerii la calibrul mai mic. Aspectele exterioare ale celor două tipuri de arme diferă mai mult decât cele interioare. La AK-74 frâna de la gura țevii este mai mare, încărcătorul este fabricat din polietilenă și nu este atât de arcuit. Încărcătorul deși foarte robust, fără nervuri, din cauza culorii ruginii, compromitea camuflajul armei, dar mai târziu, la începutul anilor 1980 s-au introdus încărcătoare din plastic, de culoare de la maro până la aproape negru, tot cu capacitate de 30 cartușe.
După Războiul din Vietnam specialiștii militari sovietici, analizând carabina de asalt americană M16 A1, și-au dat seama de avantajele unui calibru mai mic (recul mai mic, mânuire mai ușoară, posibilitatea de a se transporta mai multe cartușe etc.).
Proiectilul de 5,45×39mm are o viteză mai mare (poate atinge 1000 m/s); din acest motiv curba balistică descrisă de glonț se apropie mai mult de o linie dreaptă decât glonțul celuilalt cartuș (7,62x39mm de la AKM). Capacitatea de penetrare a noului glonț este mai mică, dar efectul distrugător este la fel de mare, din cauza unor cavități temporare și permanente pe care le produce în rană, în timpul deplasării sale.

## Variante
- AKS-74 - cu pat pliabil
- AKS-74U - cu țeavă scurtă destinată forțelor speciale
- AK-74M - variantă modernizată, având patul din poliamidă de culoare neagră umplut cu fibră de sticlă, și șină pentru montarea lunetei
- Seria AK-100: 
  - AK-101 - pușcă de asalt standard pentru cartuș 5,56×45mm NATO (pentru export)
  - AK-102 - carabină pentru cartuș 5,56×45mm NATO (pentru export)
  - AK-103 - pentru cartușe calibrul 7,62×39mm M43 (pentru export) cu pat pliabil
  - AK-104 - pentru cartușe calibrul 7,62×39mm M43 (pentru export)
  - AK-105 - pentru cartușe calibrul 5,45×39mm M74 pentru înlocuirea lui AKS-74U în Forțele Armate Ruse
  - AK-107 - pentru cartușe calibrul 5,45×39mm M74 (cu sistem de reducere a reculului și a ridicării țevii în timpul tragerii)
  - AK-108 - pentru cartușe calibrul 5,56×45mm NATO (cu sistem de reducere a reculului și a ridicării țevii în timpul tragerii)

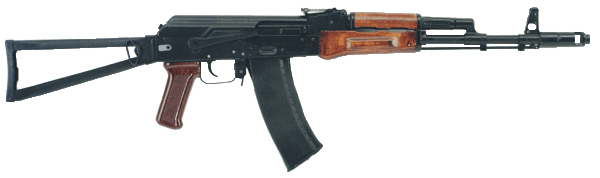
AKS-74
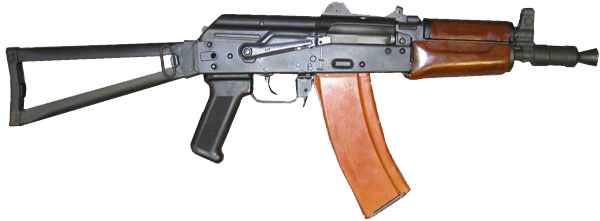
AKS74U
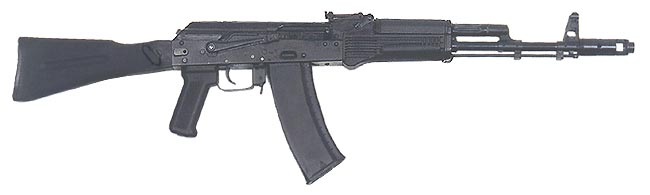
AK-74M
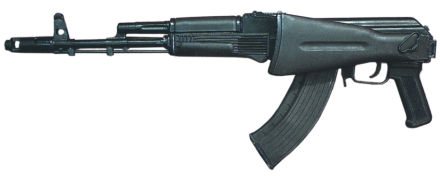
AK-103
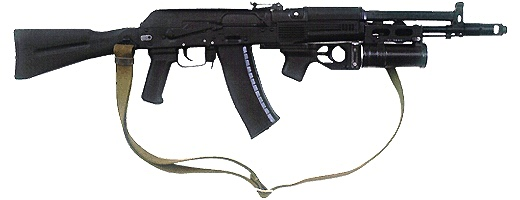
AK-107 cu lansator de grenade
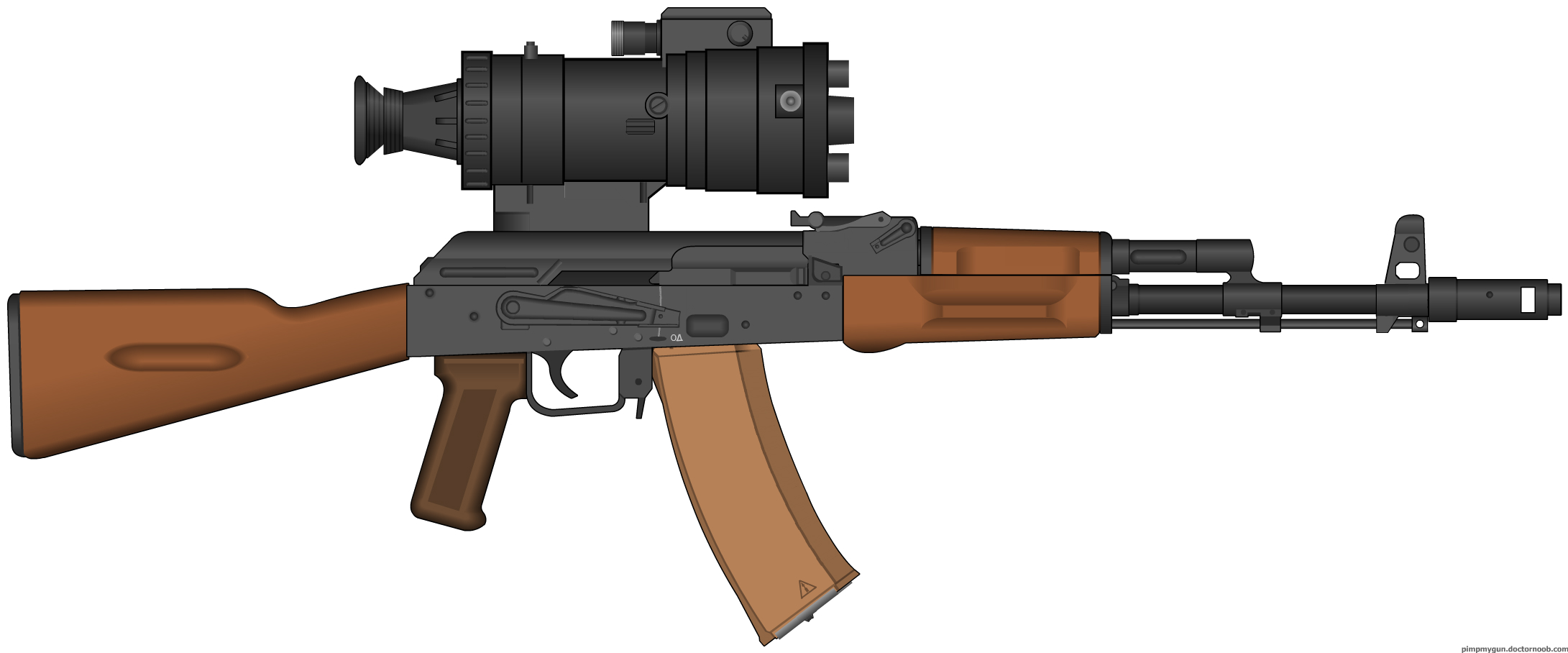
AK-74N cu sistem optic

## Utilizare în luptă
- Războiul Sovieto-Afgan
- Războiul Civil din Sri Lanka⁠(en)[traduceți]
- Războiul din Golf
- Războiul Civil Georgian⁠(en)[traduceți][6]
- Războiul din Transnistria
- Războiul Civil din Tadjikistan⁠(en)[traduceți]
- Problema irlandeză[7]
- Războiul Civil din Burundi⁠(en)[traduceți]
- Primul Război Cecen
- Al Doilea Război Cecen
- Războiul din Afganistan (2001- 2021)
- Războiul din Irak [8]
- Războiul Ruso-Georgian
- Războiul Civil Libian
- Conflictul armat din Donbas
- Războiul Civil Sirian
- Războiul din Irak (2013-2017)⁠(en)[traduceți]
- Războiul Civil din Yemen (2014-prezent)⁠(en)[traduceți]
- Conflictul din Nagorno-Karabah din 2016⁠(en)[traduceți]
- Războiul din Nagorno-Karabah din 2020
- Conflictele din 2021 dintre Kirghizistan și Tadjikistan⁠(en)[traduceți]

## Utilizatori
- Afganistan[9]

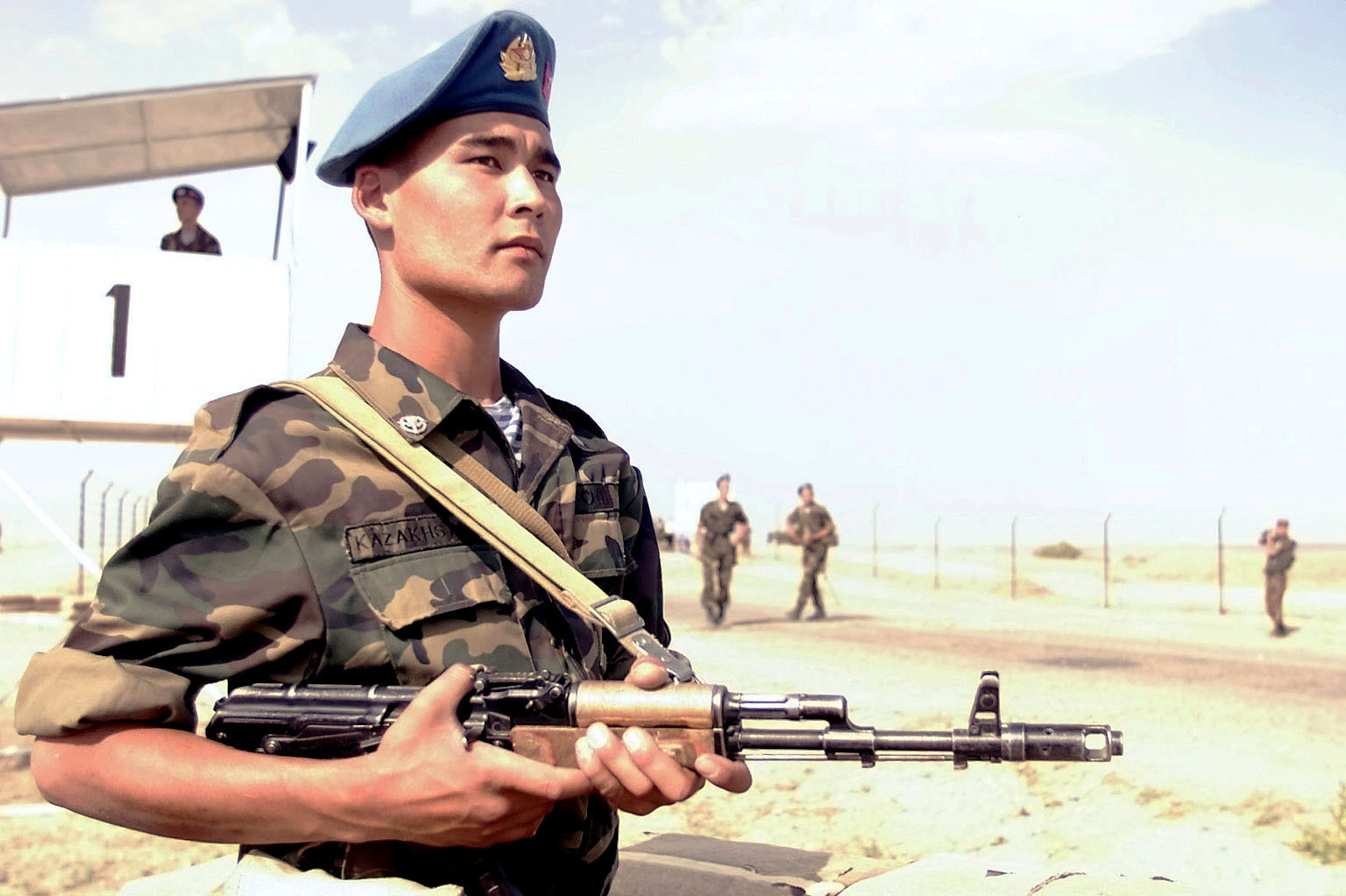
Parașutist kazah cu un AK-74, fotografie din 2000

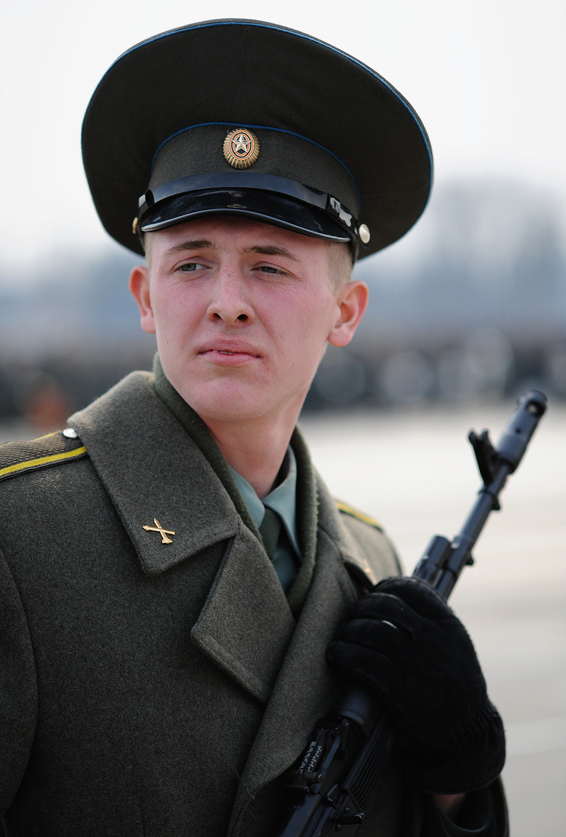
Elev rus la școală militară (2011)

- Armenia[9] AK74 și AK74M sunt în dotarea curentă a forțelor armate Armeene.

- Azerbaijan:[9] Sub licență, cu numele Khazri de Industria MAN Azerbaijan, cu șină pentru montarea accesoriilor.[10][11][12]

- Belarus[9]

- Bulgaria: AR-M1 (varianta lui AK-74) și AKS-74U sunt fabricate în Bulgaria.[13]

- Cipru: AK-74M este folosit de Garda națională cipriotă.[14]

- Germania de Est: Fabricat local.[15]

- Georgia:[9] Înlocuită de carabina M4 dar AK-74M este folosit de Trupele de rezervă georgiene.

- Iordania[9]
- Kazahstan[9]
- Kârgâzstan[9]
- Moldova[9]
- Mongolia[9]

- Maroc[16]

- Coreea de Nord[17] Fabricat local ca Type-88 și Type-98-1.

- Polonia: Kbk wz. 1988 Tantal fabricat local, retras în 2005, unele vândute Irakului.[15]

- România: Fabricat local.[15]

- Rusia: AK-74M este în prezent în serviciu ca armă principală la Forțele terestre ruse.[15]

- Uniunea Sovietică: Folosit prima dată în Războiul Afgano-Sovietic la începutul anilor 1980.[18]

- Tajikistan[9]
- Turkmenistan[9]
- Ucraina[9]
- Uzbekistan[9]
- Vietnam: Folosit de Infanteria marină vietnameză.